# كريستوفر دوغلاس (لاعب كريكت)
كريستوفر دوغلاس (1955 - ) (بالإنجليزية: Christopher Douglas)‏ هو لاعب كريكت بريطاني.

## وصلات خارجية
- كريستوفر دوغلاس على موقع IMDb (الإنجليزية)
- كريستوفر دوغلاس على موقع قاعدة بيانات الفيلم (الإنجليزية)